# Jaime de Casanova
Jaime de Casanova (Játiva, ca. 1435 - Roma, 4 de junho de 1504) foi um cardeal do século XVI.

## Vida pregressa
Seu primeiro nome também está listado como Jaume. Ele foi chamado de Cardeal Casanova. O cardeal Rodrigo de Borja y Borja, futuro Papa Alexandre VI, foi seu protetor. Abbreviatore di parco minore; notário papal; protonotário apostólico; officiali audientie contradictarum, 1497; camareiro privado de Sua Santidade, 1498. Foi testemunha na dissolução do casamento de Lucrécia Borgia e do conde de Aversa em 1492; e de seu casamento com Giovanni Sforza em 1493. Em 1498, o papa concedeu-lhe o primeiro canonismo que ficaria vago na Espanha; quando ocorreu a vaga no capítulo da catedral de Barcelona, o rei Fernando, o Católico opôs-se à disposição papal porque tinha cedido o cargo a outra pessoa; embora o papa tenha emitido um documento nomeando Casanova para o canonismo vago, o rei prevaleceu.

## Cardinalato
Criado cardeal-presbítero no consistório de 31 de maio de 1503 e publicado em 2 de junho de 1503; recebeu o título de S. Stefano em Monte Celio, 12 de junho de 1503. Esteve presente na missa celebrada diante do papa moribundo em agosto de 1503; no dia em que o papa morreu, seu filho, Cesare Borgia, que estava doente, enviou Michelotto Corglia com numerosos homens aos aposentos papais; após terem fechado todas as entradas dos apartamentos, um dos homens sacou uma faca e ameaçou o cardeal Casanova de que se não lhes desse todo o dinheiro o mataria; o cardeal, muito assustado, entregou-lhe as chaves; os homens levaram todo o dinheiro; o susto afetou a saúde do velho cardeal, que a partir de então nunca mais teve um dia bom.
Casanova participou do primeiro conclave de 1503, que elegeu o Papa Pio III; entrou no conclave no dia 16 de setembro, mas por problemas de saúde não pôde participar da Missa do Espírito Santo celebrada no dia seguinte; ele votou no conclave e participou na consagração do novo Papa, mas não na sua coroação. Participou do segundo conclave de 1503, que elegeu o Papa Júlio II; sua cédula foi redigida por seu secretário pessoal; oficiou como assistente na missa de coroação do novo Papa, mas não pôde comparecer ao seu primeiro consistório nem à congregação de todos os cardeais presentes em Roma. Na primavera de 1504, recuperou-se um pouco e pôde acompanhar o papa, a cavalo, às igrejas romanas de S. Maria sopra Minerva, S. Marco e Ss. XII Apóstolos. O papa pretendia compensar os cardeais espanhóis que votaram nele, a começar pelo cardeal Casanova, que era pobre; ele disse aos Reis Católicos que planejava nomeá-lo para a primeira diocese espanhola que ficaria vaga, mas o cardeal morreu antes de receber uma sé episcopal.
Morreu em Roma em 4 de junho de 1504. Sepultado na igreja de S. Maria del Popolo, Roma.